# Chiliopossummuis
De chiliopossummuis (Rhyncholestes raphanurus)  is een zoogdier uit de familie van de opossummuizen (Caenolestidae). De wetenschappelijke naam van de soort werd voor het eerst geldig gepubliceerd door Osgood in 1924. Het is de enige soort uit het geslacht Rhyncholestes.

## Voorkomen
De soort komt voor in Chili en Argentinië.